# Bigonville
Bigonville (luxembourgeois : Bungeref, allemand : Bondorf) est une section de la commune luxembourgeoise de Rambrouch située dans le canton de Redange.

## Histoire
Bigonville fut une commune jusqu'au 1er janvier 1979, date à laquelle elle a fusionné avec les communes d'Arsdorf, Folschette et Perlé pour former la nouvelle commune de Rambrouch. La loi portant sur la création de Rambrouch a été adoptée le 27 juillet 1978.

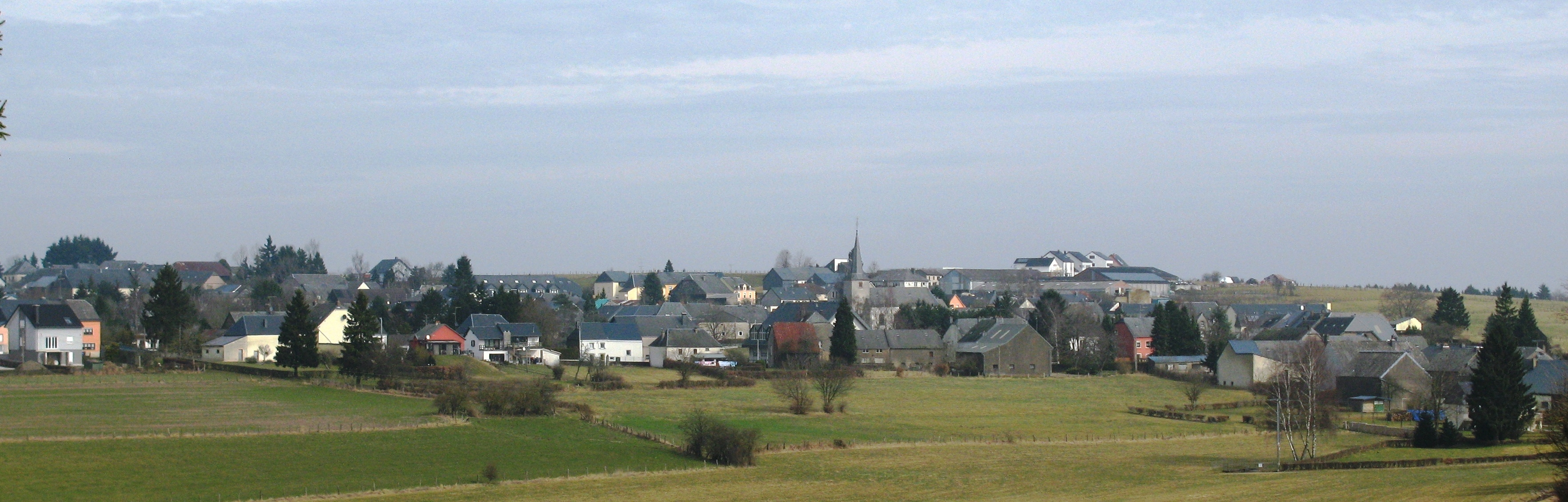
Vue globale du village